# İsmail Enver
İsmail Enver Pasza (tur. İsmail Enver Paşa, ur. 22 listopada 1881 w Stambule, zm. 4 sierpnia 1922 w Czaganie) – turecki polityk i wojskowy. Przywódca rewolucji młodotureckiej. Minister wojny Imperium Osmańskiego w latach 1914–1918. Naczelny dowódca armii tureckiej w czasie I wojny światowej. Pod koniec życia był jednym z dowódców antybolszewickich basmaczy. Zginął w walce z Armią Czerwoną.
Enver Pasza jest jedną z najważniejszych i najbardziej kontrowersyjnych postaci końcowego okresu istnienia Imperium Osmańskiego. Wraz z Mehmetem Talaatem i Ahmedem Cemalem był jednym z głównych inicjatorów ludobójstwa Ormian, Asyryjczyków i Greków.

## Wiadomości ogólne
Enver urodził się w bogatej rodzinie w Stambule. W młodości studiował w Niemczech, gdzie zainteresował się niemieckimi teoriami strategii wojskowej i organizacji armii. Po powrocie do kraju szybko awansował i w wieku zaledwie 32 lat osiągnął urząd paszy (1913). Enver Pasza popierał ideę tzw. „Wielkiej Turcji”, co oznaczało usunięcie z państwa wszystkich narodów „nietureckich”.
W kwietniu 1912 Młodoturcy (oficjalna nazwa: Komitet Postępu i Jedności – CUP) zdobyli większość w wyborach. Ale ze względu na porażkę w wojnie z Włochami i utratę Libii zostali zmuszeni do szukania porozumienia z innymi partiami i zawarli koalicję, w skład której weszły inne siły polityczne (tzw. Unia Liberalna).

## Trzech paszów
Podczas toczącej się I wojny bałkańskiej Ligi Bałkańskiej przeciw Turcji, 23 stycznia 1913 CUP dokonała zamachu stanu i obaliła koalicję Unii Liberalnej. Następnie ustanowiono dyktaturę wojskową, na czele której stanęło kolejno „trzech paszów” – Enver Pasza, Talaat Pasza i Dżemal Pasza. Mimo że Enver miał formalnie tylko tekę ministra w rządzie to w praktyce był osobą, która w swoim ręku skupiała całość władzy. Enver Pasza doprowadził do wypowiedzenia przez Turcję rozejmu i wznowienia działań wojennych 3 lutego 1913 roku. Po dwóch miesiącach, wojna zakończyła się klęską Turcji i utratą przez nią większości terytoriów w Europie.
Na tydzień przed wypowiedzeniem wojny Rosji i ostrzałem Odessy podczas I wojny światowej, Enver został mianowany wicegeneralissimusem, co faktycznie oznaczało jednoosobową dyktaturę. Wydane przez niego zalecenia powszechnego poboru mężczyzn do armii wywołały dramatyczną sytuację w rolnictwie, gdzie brakło rąk do pracy i wystąpiły braki w zaopatrzeniu w żywność.

## Porażka pod Sarikamis
Enver Pasza uważał się za wielkiego przywódcę i znakomitego stratega wojskowego, natomiast jego niemiecki doradca Otto Liman von Sanders uważał go za kompletnego dyletanta w tych sprawach. Na początku wojny Enver polecił wykonanie szeregu ataków na pozycje rosyjskie na Kaukazie, które były prowadzone pod jego osobistym dowództwem. Po początkowych sukcesach Turcy zostali sromotnie pobici w bitwie pod Sarıkamış (grudzień-styczeń 1914–1915). Dużo liczniejsza armia turecka została pokonana przez słabsze siły rosyjskie. Bezładnie wykonany odwrót zamienił się w katastrofę, a dziesiątki tysięcy żołnierzy zginęło. Była to największa porażka Turków w czasie I wojny światowej.
Przegrana spowodowała, że Enver Pasza zaczął obarczać za nią społeczność ormiańską, która miała rzekomo dokonywać sabotażu. Dlatego rozkazał rozbroić wszystkich żołnierzy ormiańskich służących w armii tureckiej, a następnie skierować ich do obozów pracy, które zamieniły się w miejsca kaźni. Kwestia odpowiedzialności Envera za tę zbrodnię w dalszym ciągu pozostaje dyskusyjna.
Po bitwie pod Sarıkamış powrócił do stolicy i objął dowództwo stacjonujących tam wojsk. W tym czasie wojska alianckie przygotowywały atak w serce imperium osmańskiego w celu jego jak najszybszego wyeliminowania z wojny. Duża flota aliancka zebrała się w okolicach Dardaneli i przygotowywała uderzenie. Taki obrót sprawy całkowicie zaskoczył Envera, który stracił panowanie nad sytuacją. Armia turecka była zdemoralizowana, w takiej sytuacji dowodzenie nad nią postanowiono oddać Niemcowi Limanowi von Sandersowi, który z dużym powodzeniem kierował obroną turecką i doprowadził do odparcia aliantów spod Gallipoli.
Enver okazał się beznadziejnym ministrem wojny i przez następne cztery lata Niemcy musieli wspierać swojego sojusznika takimi generałami jak: Erich von Falkenhayn, Colmar von der Goltz czy Friedrich Kress von Kressenstein. Ponadto Turcja otrzymała wsparcie w postaci sprzętu wojskowego i innych materiałów wojskowych. Ogromne wydatki rządu Envera Paszy wywołały recesję gospodarczą, a inflacja osiągnęła poziom 1600%.
Enver Pasza był również pomysłodawcą wysłania posiłkowych oddziałów tureckich na front w Galicji w 1916. Ten mało znany epizod I wojny światowej nie przyniósł przełomu na froncie wschodnim, gdyż wojska sułtana (kilkadziesiąt tysięcy ludzi) były bardzo słabo wyszkolone i wyposażone, choć w walkach z armią rosyjską niejednokrotnie dawały przykłady bohaterstwa. Minister wojny osobiście wizytował swoich rodaków w Galicji we wrześniu 1916 roku – przebywał m.in. w Krakowie, Przemyślu i Lwowie, spotkał się z dowodzącym na tym odcinku arcyksięciem Karolem, następcą tronu austriackiego, który zaprosił go na obiad. Posiłkowe oddziały tureckie powróciły do ojczyzny w 1917.

## Ostatnie lata
W 1918 roku, kiedy wojska tureckie zostały pokonane w Palestynie i na froncie mezopotamskim, Enver upatrywał szansy na zwycięstwo w Rosji, która została osłabiona przez rewolucję i wojnę domową, a jej armia na Kaukazie praktycznie przestała istnieć. Kiedy Enver zakomunikował swoje plany, Niemcy zareagowały na to żądaniami wycofania się Turcji z planów zajęcia południowej Rosji. Niezrażony tym Enver pozbył się doradców niemieckich i utworzył nowe siły zbrojne, które nazwał Armią Islamu. Na początku 1918 roku Turcy zaatakowali nowo utworzoną Republikę Armenii i szybko ją opanowali. Następnie zdobyto Baku (wrzesień 1918).
Mimo tych sukcesów, Turcja stojąca po stronie państw centralnych, musiała się wyrzec nowych zdobyczy, jako że alianci byli stroną zwycięską. Ponadto utracono takie prowincje, jak Palestyna i Mezopotamia. Ta klęska militarna spowodowała szerokie zmiany polityczne: najpierw ustąpił ze swojego stanowiska Talaat Pasza (na kilka dni przed podpisaniem przez Turcję 30 października 1918 zawieszenia broni w Mudros). Enver wraz z innymi członkami CUP zrezygnował ze sprawowania władzy dwa dni później i udał się na wygnanie. Najpierw przyjechał do Niemiec, gdzie miał bliskie kontakty z tamtejszymi komunistami (takimi jak m.in. Karol Radek). Powojenny trybunał sądził go zaocznie za przestępstwa dotyczące masakr ludności w Armenii i skazał go na śmierć (skazano również ministra sprawiedliwości Ibrahima Beya).
Później (1921–1922) oficjalnie poszukiwał sojuszników w walce z aktualnym przywódcą Turcji Mustafą Kemalem w radzieckiej Moskwie, lecz faktycznie był opanowany ideą panturkizmu. W październiku 1921 został wysłany przez Lenina do Buchary, gdzie miał współdziałać z bolszewikami, a w rzeczywistości stanął na czele konserwatywnych antykomunistycznych grup zbrojnych basmaczy, doprowadzając do ich zjednoczenia i zajęcia przez nie znacznej części Bucharskiej Ludowej Republiki Radzieckiej. Poległ w walce z siłami Armii Czerwonej w sierpniu 1922 roku w dzień święta Kurban Bayramı, kiedy to niespodziewanie czerwona baszkirska kawaleria zaatakowała świętujące oddziały. Jego ciało pochowano we wsi Abi-Derya pod Duszanbe (Tadżykistan), a miejsce pochówku w czasach radzieckich otoczono tajemnicą. W 1996 roku jego szczątki przeniesiono do Abide-i Hürriyet (Monument Wolności) na stambulskim cmentarzu w Şişli. W Turcji jego postać budzi duże kontrowersje.